# Aldonça Martins da Silva
Aldonça Martins da Silva (morta depois de 1236), concubina do rei Afonso IX de Leão, foi filha de Martim Gomes da Silva, senhor de Silva, e de sua  esposa Urraca Rodrigues, filha do alferes real Rodrigo Fernandes de Toronho e de sua mulher Aldonça Peres. 

## Biografia
Provavelmente chegou ao reino de Leão em 1191 como acompanhante da Infanta Teresa Sanches, para seu casamento com o rei Alfonso IX. Era sobrinha de Estevainha Soares da Silva e de seu esposo Martim Fernandes de Riba de Vizela, os aios do infante Sancho, o futuro rei Sancho I.Também era sobrinha de  Estêvão Soares da Silva, arcebispo de Braga.
Em 1214 se tornou em amante do rei Afonso IX, relação  que durou até 1218. Uma vez que a relaçao terminou, o rei provavelmente apoiou o matrimónio de Adonça com Diogo Froilaz e douo ao casal várias herdades em Pesquera e  Villamarín. Estas propriedades foram reclamadas depois pelo rei Fernando III em 1230, mas depois de uma pesquisa, comfirmou-se que seu pai, Afonso IX, lhes havía doado e foram devolvidas a Aldonça e Diogo em 1232.
A data da morte de Aldonça é desconhecida mas deve ter sido depois de 1236 quando aparece com seus filhos fazendo uma doação ao mosterio de Santa Maria de Carracedo no Bierzo.

## Descendência

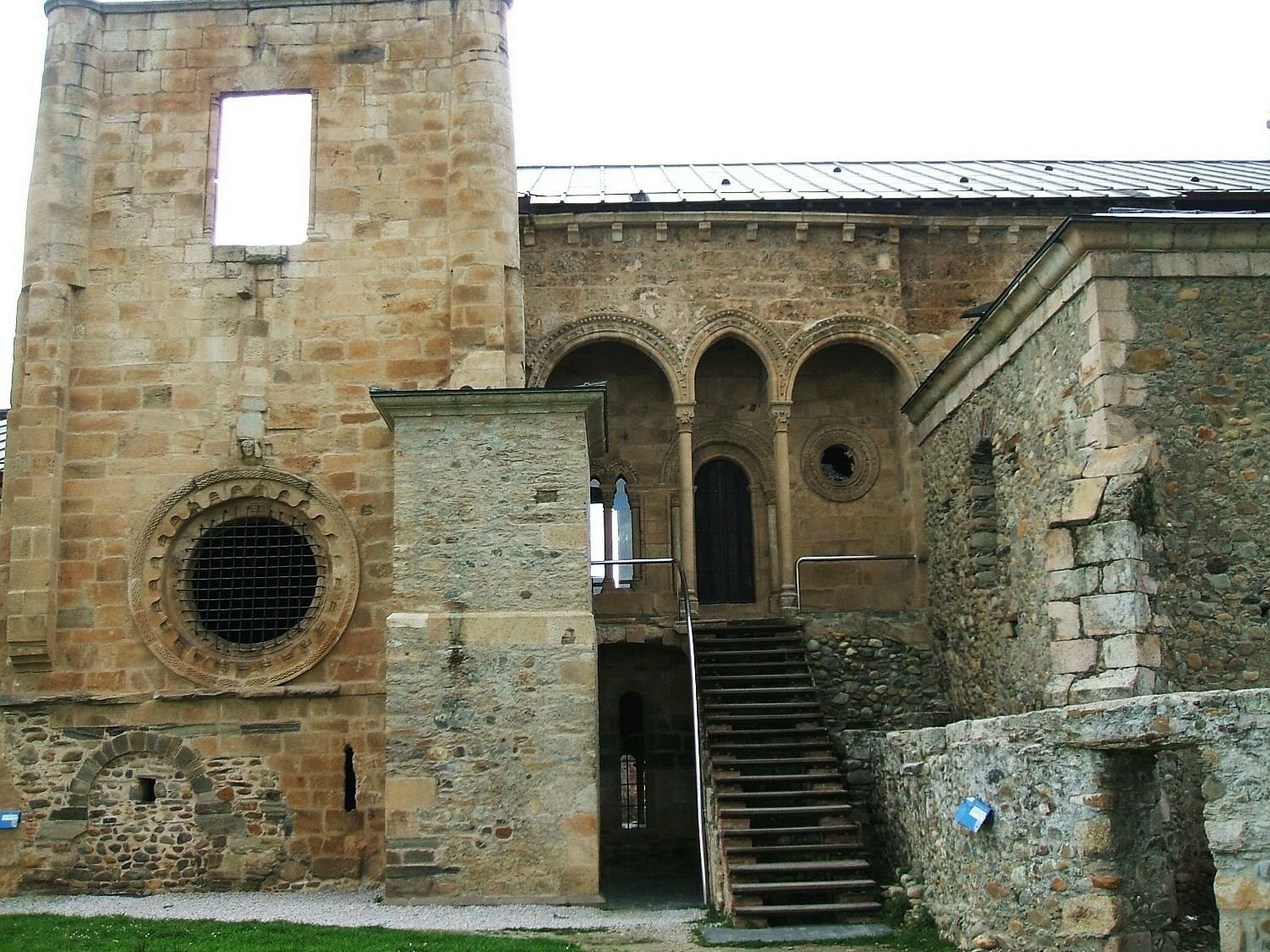
Mosteior de Santa María de Carracedo de que Aldonça era benfeitora.

Antes de se tornar a amante do rei Afonso IX em 1214, Aldonça teve um filho chamado Fernando Iohannis de pai desconhecido.
De sua relação com o rei Afonso nasceram três filhos:
- Rodrigo Afonso de Leão (m. despois de 1252), senhor de Aliger, casado com Inês Rodriguez de Cabrera, filha de Rui Fernandes de Valduerna  "o Feio"[6] e de Maria Frolaz de Cifuentes.
- Aldonça Afonso de Leão (m. depois de 1267), casada por duas vezes, a primeira com Diogo Ramírez Froilaz, de quem não teve filhos,[7] e a segunda antes de junho de 1230 com Pedro Ponce de Cabrera filho de Ponce Vela de Cabrera,[8] de quem vem os Ponce de Leão.
- Teresa Afonso de Leão (m. depois de 1254), casada com Nuno Gonçalves de Lara o Bom.[5][nt 1]

Casou se depois de 1218 com o rico-homem Diogo Froilaz, filho do conde Froila Ramires e a condessa Sancha Fernandes. Foram os pais de:
- Ramiro Dias de Cifuentes (m. depois de 1279),[4][1] senhor de Asturias de Santillana, casou-se com Teresa Fernandes de Lara, filha de Fernando Alvares de Lara e Teresa Rodrigues de Villalobos.
- Sancha Dias de Cifuentes.[4] casada com Rodrigo Alvares de Lara, filho ilegítimo de Alvaro Nunes de Lara e de Teresa Gil de Osorno.[11][1]
- Estefánia Dias[4]
- Urraca Dias [4]